# かつた祭り
かつた祭り（かつたまつり）は、日本一ののり巻き、日本一大きい絵（でっけ絵）などのギネス挑戦系の企画を主に行う茨城県ひたちなか市の祭。
勝田音頭を踊るのが習わしであったが、勝田市が那珂湊市と合併してひたちなか市になったため、それに合わせてひたちなか公式ソングである「素敵な明日のために」（唄：本田美奈子.作詞：秋元康作曲：後藤次利）を製作した。